# Sud Chichas

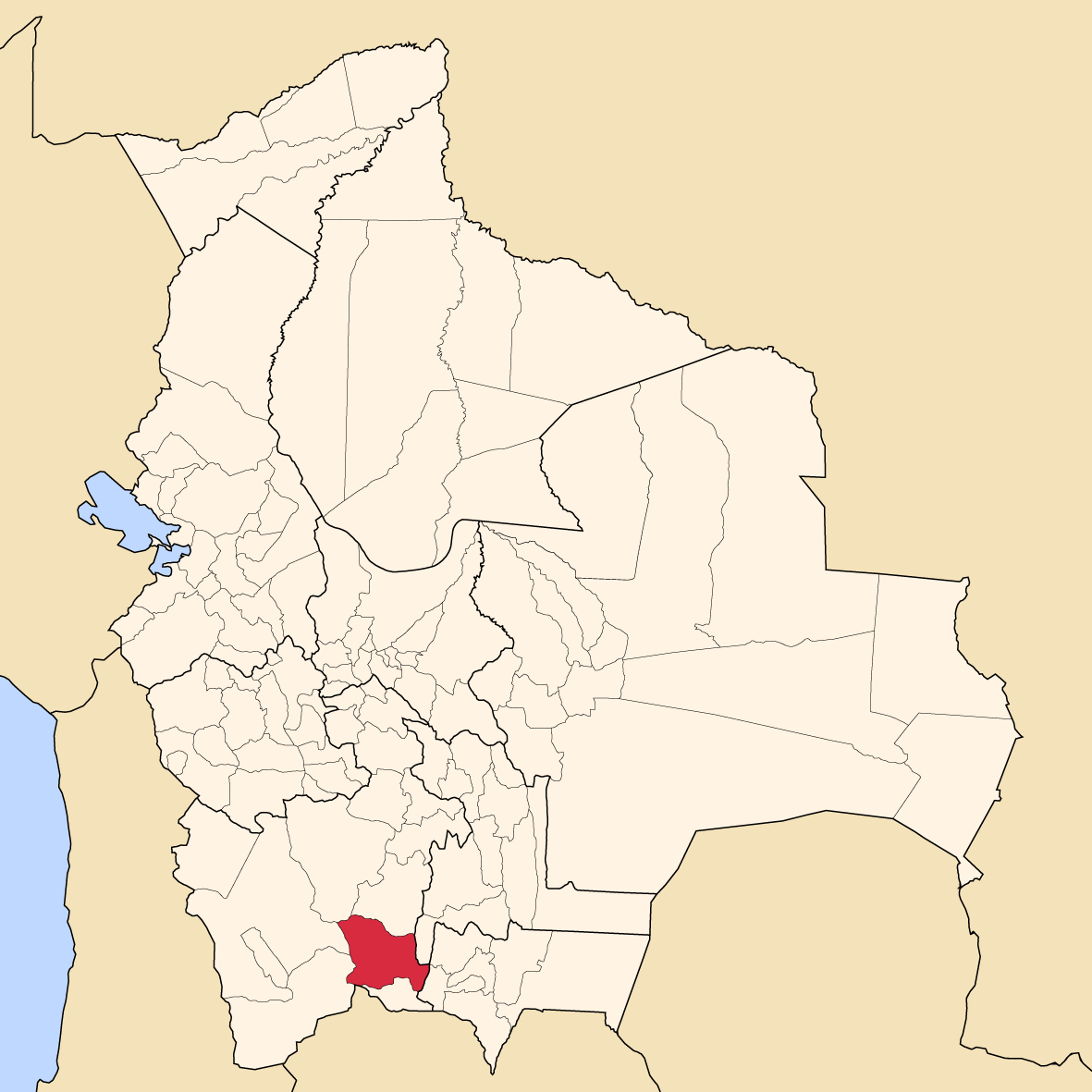
Provinsens läge i Bolivia

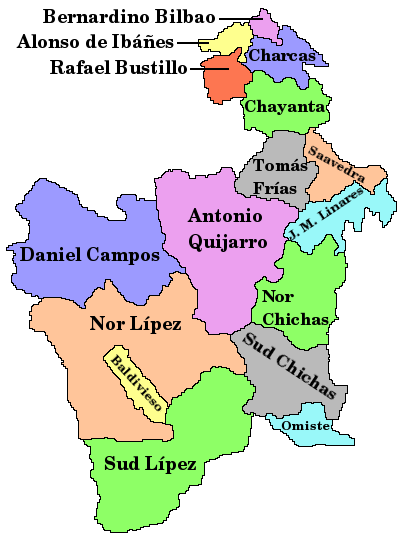
Provinser i Potosí

Sud Chichas är en provins i departementet Potosí i Bolivia. Den administrativa huvudorten är Tupiza.